# Лурианская каббала
Лурианская каббала — одна из школ в каббале. Основана Ицхаком бен Шломо Лурия Ашкенази в XVI веке.

## Особенность учения
Новизна учения Лурии заключается в том, что по его учению, мир появился в результате катастрофы, которая последовала за попыткой творения. Божественные лучи были рассеяны и претерпели искажение. Лурия ввёл новые понятия в каббалу. Такие, как цимцум (сжатие Бога), швират ха-келим (разрушение сосудов света), техиру (пустота), тиккун (исправление) и др. Лурианская каббала оказала огромное влияние на все еврейские мистические учения и движения в последующие века, прежде всего на саббатианство и хасидизм. В учении Лурии приветствуется рассеянность еврейских диаспор по всему свету, подобно рассеянным божественным искрам, поскольку тем самым обеспечивается соблюдение тиккун со всех сторон земли. Идея трагедии в божественном начале сравнивается с трагедиями еврейского народа во время падения Храма. Лурианская каббала принесла евреям более оптимистический взгляд на их тогдашнее существование.
Несмотря на то, что сохранилась пара рукописей Лурии, где он комментировал Зогар, он никогда не писал книги. Он говорил:
«Я с трудом могу открыть рот, чтобы описать чувства, которые переполняют меня. Это как будто море разрушает дамбы и затопляет всё. И поэтому — как я могу передать то, что моя душа испытала?»

## Космогония

### Цимцум
По мнению Лурии, безличный Бог-Эйн соф инициировал процесс Цимцум, чтобы высвободить участок для Иного, ибо прежде он занимал все пространство. «Пустой круг», возникший после цимцума, воображался как круг, охваченный Эйн софом. Эту пустоту Лурия называет на арамейском Техиру (пустота). И в него начали просачиваться «лучи» Бога, позже ставшие сфирот. Когда божественный свет начал литься в «пустоту» (техиру), он начал рисовать круги и форму, тем самым приводя части сфирот в движение.
Вначале их нельзя было отличить, так как в Боге абсолютно соразмерно существовали как Хесед (Милость), так и Дин (Строгий Суд). Последний в дальнейшем станет рассматриваться как первоначальный источник зла наряду с Гневом.

### Адам Кадмон
Далее в «пустой круг» проникает особая «тонкая черта» божественного света, которая примет форму Адама Кадмона — изначального человека (не Библейский Адам).
Следующим этапом станет эманация сфирот через Адама Кадмона. Высшие сфироты: Кетер (Венец), Хохма (Мудрость) и Бина (разум) произошли из «носа», «глаз» и «ушей» Адама Кадмона. Но потом случится катастрофа, которая отделит сфироты друг от друга так, что их нужно было держать в особых «сосудах». Эти «сосуды», конечно, не были материальными, а представлялись как что-то вроде сгущённого света, служившего «оболочкой» (ивр. כלים‎: келим) для более тонкого света сфирот.
Для Лурианской каббалы душа Адама не состояла из одного духа, в отличие от христианского или мусульманского Адама. Он был космической фигурой, в нём содержались все души, которые должны были быть рождены в последующем. Как описывал сам Гершом, душа Адама состояла из 613 частей, соответствуя количеству заповедей Торы. Каждая из этих частей состояла из формированных парцуфим, которые назывались «великим корнем» (шореш гадол). Сами эти «великие корни» состояли из 613, а по некоторым источникам из 600 000 «маленьких корней». Эти «маленькие корни», также называемые «великие души» (нешама гдола), состояли из 600 000 индивидуальных душ обычных людей.

### Швират ха-келим
Три высших сфирот, выделенных Адамом Кадмоном, были в порядке, но сосуды не смогли удержать остальные сфирот. И в это время происходит катастрофа. Семь нижних сфирот не выдерживают божественный Свет и ломаются. Это событие в Лурианской каббале называется «разрушение сосудов» (ивр. שבירת הכלים‎: швират ха-келим) и описывает, что задуманный Богом процесс эманации провалился, что привело к коллапсу божественной сущности. В результате лучи рассеялись: одни ушли ввысь к запредельному, а другие ушли в пустоту и увязли в хаосе. Вследствие катастрофы в низшую сферу рухнули и высшие сфирот. Земным отражением этой катастрофы был галут.
Идея шевират считается самой эзотерической в учении Лурии. Она обсуждается только в некоторых работах его учеников. Такой парадокс, придуманный Лурией, мог быть очень разрушительным для религиозной духовной мысли: божественная сила не справилась с целью и провалилась. И такая катастрофа в процессе создания должна быть объяснена.
Анализы, проведённые Гершомом Шолемом и Тишби, являются самыми мистическими и, по их мнению, когда произошёл процесс цимцума, пустынное пространство не было на самом деле пустым. Так же как из сосуда выливаешь воду, но он остаётся мокрым. Так и в этой пустоте оставались божественные лучи, которые были чужды новому свету. Именно это и вызвало провал. Избавление от этого «чужого света» и было истинной целью цимцума.

## Тиккун
После космогонической катастрофы начинается обратный процесс восстановления, который получил название тиккун (ивр. תיקון‎, исправление). Стабильные сфирот обретают самосознание и превращаются в пять космических личностей парцуфим. Сохраняют своё бытие в новом качестве 3 высших сфирот, рядом с которыми появляется супружеская пара Зеир Анпин (арам., ивр. זֵיר אנפִן‎, ивр. микропросоп‎: Малый Лик) и Шхина. Последний парцуф представляет собой женское начало Творца. Шхина падает вместе с другими сефиротами, когда лопнули сосуды, однако позже она включилась в процесс тиккун.
Основной задачей тиккун считается поиск божественных лучей, которые затерялись в хаосе. Люди в целом и евреи в частности появляются как соратники Бога в этом поиске. Важным инструментом в поиске лучей является соблюдение Торы, которые откроют путь для Мессии.

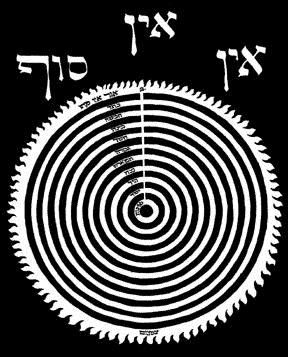

## Практика
Хаим Виталь рассказывает о невероятном эмоциональном воздействии методов Лурии: бодрствование, когда все спят, пост, когда все едят, систематическое уединение — иными словами, отстранённость от повседневных занятий — позволяли каббалистам сосредоточиться на странных «словах», не имевших ничего общего с привычной речью. Каббалист словно переносился в другой мир, он весь дрожал и трепетал, как если бы оказался во власти незримых сил. Лурия настаивал на том, что перед духовными упражнениями каббалист должен успокоить свой ум. Очень важны счастье и радость: не нужно ни каяться, ни беспокоиться о том, хорошо ли всё получается, ни терзаться угрызениями совести или чувством вины. Виталь говорил, что Шехина не может жить в том месте, где царят горечь и уныние; эта идея восходит ещё к Талмуду. Источник печали — силы зла в нашем мире, а счастье, напротив, помогает каббалисту любить Бога и сближаться с Ним. В душе каббалиста не должно быть ненависти и зависти к кому бы то ни было, даже к гойим. Лурия приравнивал гнев к идолопоклонству, поскольку озлобленный человек одержим неким «чужим богом».

## Гилгул
Поскольку каббала признаёт, что душа (ивр. נשמה‎: нешама) является эманацией божества, то из этого следует её предсуществование конкретному материальному телу. Поэтому после смерти душа получает новое перерождение, то есть имеет место процесс гилгула (ивр. גלגולא‎) или реинкарнация. Соответственно гилгул преследует цель исправления души (тиккун). Души, как и лучи от парцуфим, появляются в процессе совокупления (зивугим). Внутри Сефиры Малхут или шехина каждая душа находится как потенциальная, в стадии «женской воды» (ивр. майим нукбин): пассивная форма, без гармонии и формы и полностью реализуется после союза с высшими Сефирот. Только через дополнительное соединение Зеир Анпин с женским партнёром (Нуква) они получают реальную форму души. С каждым возвышением «женских вод» с парцуфим, появляются новые возможности для появления души. Этот процесс происходит во всех четырёх мирах. Каждая из этих душ повторяет процесс создания бытия, так как когда она будет готова войти в тело, то она будет способна работать для тиккуна. Это можно объяснить самим термином «душа». Так как каббалисты говорят о некотором количестве разных «душ», формирующихся через несколько этапов в сефироты, оно отличается от обычного понятия души: первичное «я» или душа, отделённая от тела. В этой доктрине душа является источником нескольких психологических принципов или аспектов нашего сознания. В отличие от обычного дуалистического понимания души и тела, здесь душа — союз разных частиц, которые формируют наше сознание. И эти частицы разные по сущности, как в сефиротах: они состоят из милосердия, гнева, разума, сострадания, терпения и других. И объединение этих сефиротов создаёт «душу», точно повторяя процесс создания.
Ещё одна интересная теория в Лурианской каббале — это Высшая Душа (ивр. Нешама). Нешама — это высшая душа, которая не входит в тело и не спускается на низшие миры. Она создаёт свою тень в низших мирах, образуя своего рода «душу». Нешама очень условно можно называть «душой», по аналогии как самое близкое понятие. Настоящая душа остаётся наверху, витая над человеком. Точно такая идея была выдвинута и сирийским неоплатонистом Ямвлихом относительно высшей души и высшего разума. Эта идея встречается в доктринах Блаватской о высшем мане или эго, также в доктрине оккультного каббалиста Алистера Кроули о святых ангелах хранителях.